# Idia
Idia is een geslacht van vlinders van de familie spinneruilen (Erebidae), uit de onderfamilie Herminiinae.

## Soorten
- I. auge (Hampson, 1902)
- I. calvaria

Donkerbruine snuituil (Denis & Schiffermüller, 1775)
- I. fumosa (Hampson, 1896)
- I. gigantalis (Hampson, 1902)
- I. pernix (Townsend, 1958)
- I. pulverea (Hampson, 1902)
- I. serralis (Mabille, 1880)
- I. undulilinea Krüger, 2005